# Vadadustat
Vadadustat ist ein HIF-Prolyl-Hydroxylase-Inhibitor, der die Produktion von Hämoglobin und Erythrozyten stimuliert. Im Juni 2020 wurde das Mittel in Japan unter dem Handelsnamen Vafseo für die Behandlung von Anämien infolge chronischer Nierenerkrankungen zugelassen, im April 2023 erfolgte eine EU-Zulassung.

## Mechanismus
Der Hypoxie-induzierte Faktor (HIF, englisch Hypoxia-inducible factor) ist ein Transkriptionsfaktor der verschiedene physiologische Reaktionen auf eine Hypoxie reguliert. Insbesondere erhöht er die Produktion von Erythropoietin in der Leber und den Nieren. Erythropoietin erhöht die Produktion von Hämoglobin und Erythrozyten und verbessert so die Sauerstoffversorgung des Gewebes. Die Konzentration von HIF wird durch die Abbaugeschwindigkeit von HIF reguliert. Unter normalen Sauerstoffbedingungen wird HIF an zwei hoch konservierten Prolyl-Resten hydroxyliert. Die Hydroxylierung erfolgt durch Sauerstoff-abhängige Prolyl-Hydroxylasen der PHD-Familie, die als Sauerstoff-Sensoren dienen. Die Hydroxylierung von HIF ermöglicht die Bindung an pHVL, das von Hippel-Lindau-Tumorsuppressor-Protein. pHVL ist Teil des Ubiquitin-Ligase-Komplexes. Die Ubiquierierung führt zu einem Abbau von HIF in den Proteasomen. Ein niedriger HIF-Spiegel vermindert die Produktion von Erythropoietin und damit der roten Blutkörperchen. Bei Sauerstoffmangel ist die Prolyl-Hydroxylase nicht aktiv, der Spiegel an HIF steigt und es werden mehr rote Blutkörperchen gebildet. Das Gleiche geschieht, wenn die Prolyl-Hydroxylase durch Vadadustat medikamentös gehemmt wird. Das Medikament täuscht also einen Sauerstoffmangel vor und fördert so die Bildung roter Blutkörperchen.

## Ergebnisse bei Niereninsuffizienz
Bei Patienten mit Niereninsuffizienz tritt mit und ohne Dialyse häufig eine Anämie auf. Diese wird bisher mit Erythropoietin-Analoga behandelt. Dabei wurde ein Anstieg von Thrombosen, Herzinfarkten und Schlaganfällen beobachtet. In vier Phase-III-Studien wurde daher nicht nur die Wirkung von Erythropoietin-Analoga mit Vadadustat verglichen, sondern auch die Rate der Nebenwirkungen. Unter MACE (major adverse cardiovascular event) wurden die Ereignisse: Tod jeglicher Ursache, nicht tödlicher Herzinfarkt oder Schlaganfall zusammengefasst.
| Studienname | Patienten                       | Teilstudie | Zahl           | Wirksamkeit      | MACE                                               | Bemerkungen                               |
| ----------- | ------------------------------- | --- | -------------- | ---------------- | -------------------------------------------------- | ----------------------------------------- |
| PAO2TECT    | Niereninsuffizienz ohne Dialyse | 1. Teilstudie: keine Vorbehandlung mit Epo-Analoga 2. Teilstudie: Vorbehandlung mit Epo-Analoga                         | 3490 Patienten | kein Unterschied | MACE höher bei Vadadustat als bei Darbepoetin alfa | MACE insbesondere außerhalb der USA höher |
| INNO2VATE   | Niereninsuffizienz mit Dialyse  | 1. Teilstudie: neu aufgetretene Niereninsuffizienz mit Dialyse 2. Teilstudie: bestehende Niereninsuffizienz mit Dialyse | 3923 Patienten | kein Unterschied | kein Unterschied                                   |                                           |

In allen vier Studien erfolgte eine Randomisierung Vadadustat versus Darbepoetin alfa. Die Patienten waren mindestens 18 Jahre alt. Außer der Niereninsuffizienz durfte kein anderer Grund für die Anämie bestehen. Der Ferritinspiegel musste mindestens 10 ng / ml betragen, die Transferrin-Sättigung mindestens 20 %. Es sollte kein größeres Gefäßereignis vorausgehen.

## Weitere HIF-PH-Inhibitoren
Gegenwärtig sind drei weitere HIF-PH-Inhibitoren in Entwicklung bzw. bereits für die Therapie zugelassen. Alle sind oral verfügbar und zielen insbesondere auf Anämien, die durch eine Niereninsuffizienz ausgelöst sind.
| Freiname (INN) | Plasma-Halbwertszeit [h] | Anwendung         | Status                                         |
| -------------- | ------------------------ | ----------------- | ---------------------------------------------- |
| Vadadustat     | 4,5                      | 1× täglich oral   | Zugelassen in J, EU                            |
| Roxadustat     | 12–13                    | 3× pro Woche oral | In einigen Ländern zugelassen (CN, J, EU)      |
| Daprodustat    | 4                        | 1× täglich oral   | Phase 2 (US), Phase 3 (Japan)                  |
| Molidustat     | 4,6–10,4                 | 1× täglich oral   | Zugelassen in J, Entwicklungsabbruch in der EU |